# Straßenradsport-Weltmeisterschaften 1992

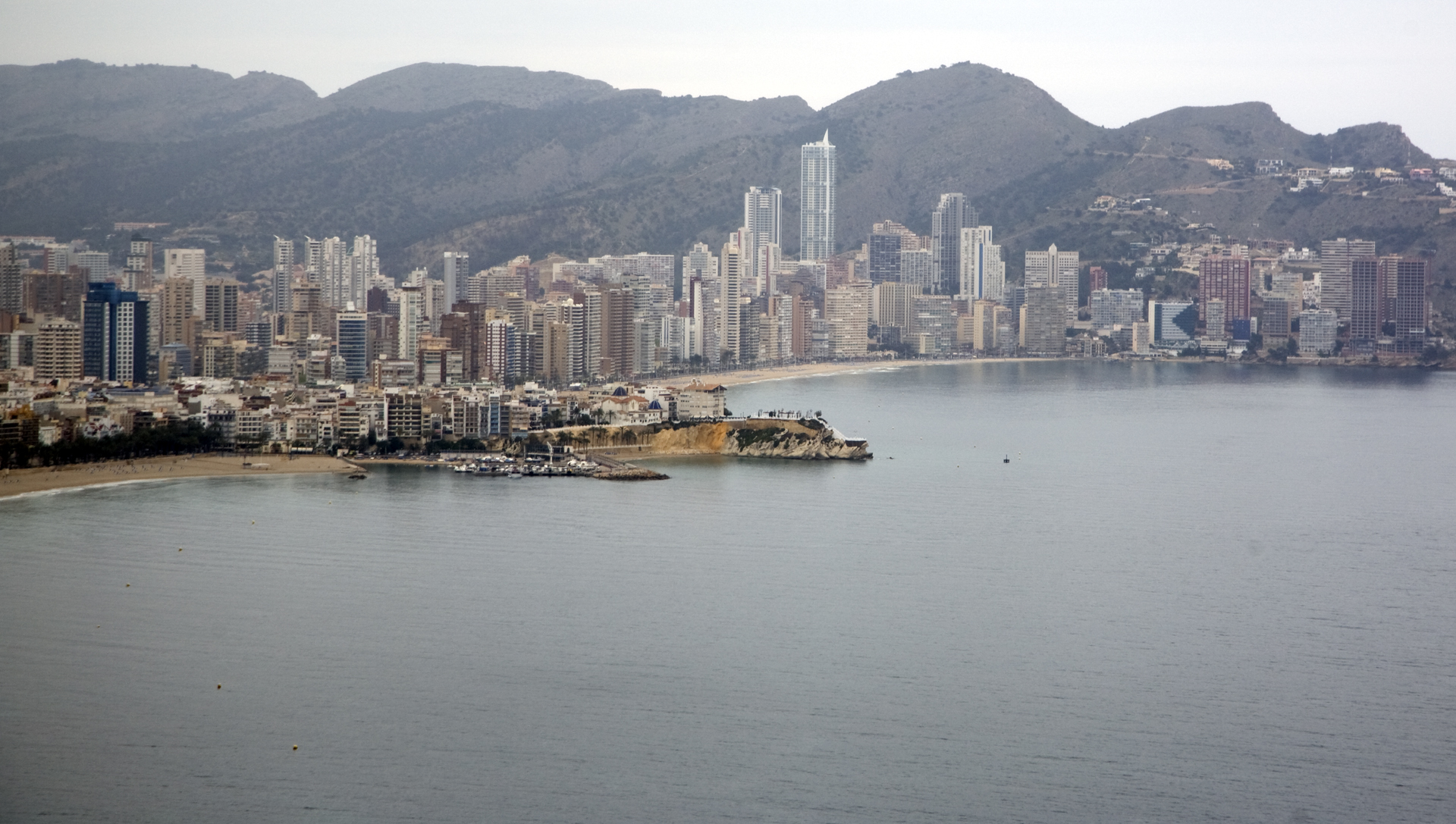
WM-Austragungsort 1992:
Benidorm

Die Straßenradsport-Weltmeisterschaften 1992 fanden am 5. und 6. September im spanischen Benidorm statt. 
Wegen der Olympischen Spiele 1992 in Barcelona wurden nur ein Straßenrennen der Profis und ein Mannschaftszeitfahren der Frauen ausgetragen.

## Profis

### Strecke

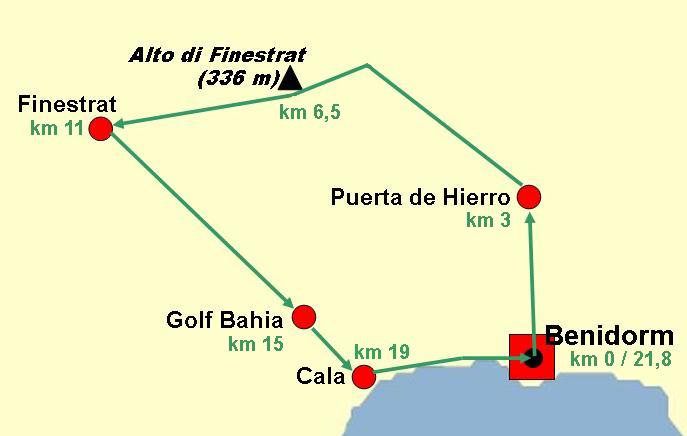
Streckenverlauf

Die Berufsfahrer fuhren auf einem 21,8 Kilometer langen Rundkurs, den sie zwölfmal zu bewältigen hatten. Start und Ziel befanden sich in der Stadt Benidorm, einem Urlaubsort an der Mittelmeerküste. Die Strecke führte zunächst nach Norden, um dann westwärts in den Südrand der Prebética-Kordilleren einzuschwenken. Nach 6,5 Kilometern wurde nach einem sanften Anstieg mit dem 336 Meter hohen Alto di Finestrat der höchste Punkt erreicht. In der Berggemeinde Finestrat wandte sich der Rundkurs nach Süden, wo er mit leichtem Gefälle nach neun Kilometern bei Cala wieder die Mittelmeerküste erreichte. Nach einer langen Geraden schwenkte die Strecke nach Kilometer 21 nach links auf die 500 Meter lange Zielgerade.

### Rennverlauf
Die Berichterstatter sprachen nach dem Rennen, das bei 34 Grad ausgetragen wurde, von einem langweiligen und ereignislosen Verlauf. Erst nach 220 Kilometern in der vorletzten Runde übernahm der Spanier Miguel Indurain die Initiative und startete einen Vorstoß, dem sich Tony Rominger aus der Schweiz, der Franzose Laurent Jalabert und der Italiener Claudio Chiapucci anschlossen. Während der letzten Runde schlossen weitere Fahrer auf, unter ihnen die beiden Deutschen Udo Bölts und Jens Heppner. Bölts und der Franzose Luc Leblanc versuchten sich auf den letzten Kilometern von der Spitzengruppe zu lösen, wurden aber schnell wieder eingeholt. Auf der Zielgeraden entschied das beste Spurtvermögen, das an diesem Tag der Titelverteidiger Gianni Bugno vorweisen konnte. Er gewann mit einer Radlänge vor dem Franzosen Jalabert und dem russischen Fahrer Dimitri Konyschew. In der 17er-Spitzengruppe wurden Heppner Elfter und Bölts 14. Die deutsche Mannschaft war mit zwölf Aktiven gestartet, von denen insgesamt sieben das Ziel erreichten. Mit der Gesamtzahl von 193 Startern war ein neuer Teilnehmerrekord aufgestellt worden, 90 Fahrer hatten das Rennen durchgestanden.

### Ergebnisse
| Platz | Athlet                | Land | Zeit              |
| ----- | --------------------- | ---- | ----------------- |
| 1     | Gianni Bugno          | ITA  | 6:34:28 h         |
| 2     | Laurent Jalabert      | FRA  | 6:34:28 h         |
| 3     | Dimitri Konyschew     | RUS  | 6:34:28 h         |
| 4     | Tony Rominger         | SUI  | alle gleiche Zeit |
| 5     | Steven Rooks          | NED  | alle gleiche Zeit |
| 6     | Miguel Indurain       | ESP  | alle gleiche Zeit |
| 7     | Pēteris Ugrjumovs     | LAT  | alle gleiche Zeit |
| 8     | Luc Leblanc           | FRA  | alle gleiche Zeit |
| 9     | Luc Roosen            | BEL  | alle gleiche Zeit |
| 10    | Jean-François Bernard | FRA  | alle gleiche Zeit |
| 11    | Jens Heppner          | GER  | alle gleiche Zeit |
| 12    | Federico Echave       | ESP  | alle gleiche Zeit |
| 13    | Thierry Claveyrolat   | FRA  | alle gleiche Zeit |
| 14    | Udo Bölts             | GER  | alle gleiche Zeit |

| Platz | Athlet              | Land | Zeit         |
| ----- | ------------------- | ---- | ------------ |
| 15    | Johan Bruyneel      | BEL  | 6:34:28 h    |
| 16    | Giancarlo Perini    | ITA  | gleiche Zeit |
| 17    | Gérard Rué          | FRA  | + 0:08 min   |
| 18    | Rolf Sørensen       | DEN  | + 1:50 min   |
| 19    | Stephen Hodge       | AUS  | + 2:05 min   |
| 20    | Mike Engleman       | USA  | gleiche Zeit |
| 0 …   |                     |      |              |
| 47    | Christian Henn      | GER  | + 7:24 min   |
| 48    | Kai Hundertmarck    | GER  | + 7:24 min   |
| 60    | Dominik Krieger     | GER  | + 7:24 min   |
| 79    | Jan Schur           | GER  | + 10:13 min  |
| 82    | Heinrich Trumheller | GER  | +12:00 min   |
| 0 …   |                     |      |              |
| 89    | Daniel Steiger      | SUI  | 30:10 min    |

## Mannschaftszeitfahren der Frauen (50 km)
| Platz | Land       | Athletinnen                                                                     | Zeit (h) |
| ----- | ---------- | ------------------------------------------------------------------------------- | -------- |
| 1     | USA        | Danute Bankaitis-Davis, Janice Bolland, Jeanne Golay, Eve Stephenson            | ?        |
| 2     | Frankreich | Cécile Odin, Catherine Marsal, Jeannie Longo-Ciprelli, Corinne Le Gal           | ?        |
| 3     | Russland   | Goulnara Fatkoulina, Nadeschda Kibardina, Natalja Grinina, Alexandra Koljassewa | ?        |